# Det store varpet

Det store varpet est un film norvégien réalisé par Nils R. Müller et sorti en 1961 au cinéma. Il a été présenté au Festival international du film de Moscou 1961.

## Synopsis
Deux frères sont tous les deux des pêcheurs, mais ne s'entendent pas, car ils sont tous les deux amoureux de la même fille, Birgit.

## Fiche technique
- Titre : Det store varpet
- Réalisation : Nils R. Müller
- Scénario : Odd Berset, Nils R. Müller
- Durée : 103 minutes
- Date de sortie : juillet 1961[2]

## Distribution
- Finn Bernhoft
- Per Christensen (en) : Ola
- Jack Fjeldstad
- Egil Lorck
- Alfred Maurstad : Rederen Elias
- Ragnhild Michelsen
- Bjarne Skarbøvik
- Tor Stokke
- Rolf Søder
- Bjørg Vatle : Birgit
- Kåre Wicklund
- Ottar Wicklund